# 第六代戰鬥機
第六代戰鬥機（英語：Sixth-generation Fighter）是一種諸多大國已經進入概念提案或研製试飞階段的戰鬥機代际。目前关于第六代战机的主流概念一般强调其将会在第五代戰鬥機的基礎上强化战斗机的低可偵測性技術能力与提升光電及航電装备，提高战斗机的制造经济性的同时增强其在智能輔助技術、与無人機協同等范畴的互联能力。一般被认为第六代战机將会成为一種基于資訊化戰場下的武器。

## 概論
目前，世界各主要国家的六代机研发与装备进程方兴未艾。
2024年12月，中華人民共和國进行了两型新型军用飞机的试飞验证，有人称其是成都飞机工业集团设计的第六代战斗机与沈阳飞机工业集团设计的第六代战斗机，也有人对其系第六代戰鬥機持怀疑或否定态度，而中国政府尚未公开其具体情况。
美国空军于2020年表示其已建造并试飞了一架NGAD项目的全尺寸演示样机，然而该项目已于2024年被美国军方宣布暂停。2025年3月21日，美國總統特朗普宣布波音中标NGAD項目，并将新戰機命名为F-47戰鬥機，其表示F-47測試版戰機已試飛近5年，將成為與無人機一同作戰的第六代戰機。美国空军参谋长戴维·W·阿尔文将军表示，预计F-47将在2029年初特朗普任期结束前完成EMD工程原型机的开发，并进行首次飞行。
在理論上，學界主流認知第六代戰鬥機特徵條件將基本具有：
- 更先進的隱形技術，具备宽频段隐身和更强的红外抑制。
- 更先進的航空發動機和空氣動力學，帶來更远的航程同时兼具更強的超音速巡航能力。[13][14]
- 更先進的武器系統，配備超遠程空對空飛彈、主动防护系统、甚至高超音速武器。
- 更先進的状态意识，配備更先進技術的探测雷達和数据链路，结合人工智能的運用，能連結人造衛星和大量無人戰鬥航空載具、地面戰場系統協同作戰[15]，也具备控制多架無人機的空中小型指揮部能力。[16]

### 中华人民共和国
2017年10月，中国中央电视台透露中华人民共和国的第六代戰機研發已經展開，中航工业副总经理、殲-20總工程師楊偉表示该國六代戰機的設計「將是科幻電影最大的想像都想不到」。專題報導中表示能偵測破解五代隱形戰機的太赫茲雷達是必定裝備，因為現行五代機其實只在特定頻段隱身，同時六代機自身具有全頻段隱身、機體變形等。同時中华人民共和国的第六代戰鬥機机构已经在沈阳成立，为了此项目的研究工作，已经为该小组建立了必要的物资基地以及配备专门的自动化设计系统。
2024年12月22日，一张据信为使用手机拍摄于辽宁省沈阳市的兰姆达翼、双引擎飞机在空飛行的照片在网络上开始流传，该飞机即为网络传言之沈阳飞机工业集团设计的第六代战斗机，网络传言其代号为”J-50”。2024年12月26日，由一架被认为是歼-20S双座技术验证机伴飞的一架三引擎、無尾翼、飛翼型的飞机在四川省成都市上空附近被大量市民以视频和照片的方式拍摄得，该型飞机即網路傳言之“歼-36”。因照片与视频显示两者都采用无尾翼结构且无垂直和水平稳定器，符合主流概念中对第六代战斗机的预想，且照片与视频的拍摄地为沈飞与成飞两家战斗机设计制造商所在地，因此这两型飞机被广泛认为分别是沈飞与成飞各自的六代机验证机。
2025年8月5日，中国疑似出现第三款无尾翼隐形飞机原型机，其轮廓与之前的歼-36和歼-50迥异。社交媒体上的照片显示，该飞机拥有尖机头、大后掠翼和短翼尖，以及W形后缘，后缘中央延伸出三角形。国防分析人士推测，该机身是中国第六代“忠诚僚机”无人机的早期原型机，或是一款与歼-36和歼-50竞争的有人驾驶飞机。《南华早报》报道称，该飞机设计为有人驾驶战斗机，其设计可追溯到西北工业大学的一篇研究论文。

### 美國
2010年11月3日，美国空军装备司令部向工业界发布一份信息征询通告，要求工业界提供关于可在2030年左右形成初始作战能力的新戰機計劃草案。2014年12月，在美國華盛頓特區舉行的美國海軍協會大展上，波音公佈了一款無垂直尾翼的六代概念機構想圖，該機將有雙飛行員版本和無人機版本，兩版外型完全雷同，但詳細性能不明。
2020年9月15日，美國空軍助理部長威尔·罗珀披露下一代空優戰機（NGAD项目）進度，表示已有一架參與該計劃的全尺寸战斗机演示样机（a full-scale flight demonstrator）進行試飛。但并未透露首飞的原型机是由哪一家公司设计制造。2022年9月28日，美國空軍部長弗蘭克·肯德爾表示，NGAD项目尚未进入工程、制造和开发阶段。
2023年6月23日，The War Zone网站报道NGAD项目下至少有一架演示样机（demonstrators）已飞行了几年，但并不清楚是否所有的演示机都可用于飞行。同年7月27日，诺斯洛普·格鲁门公司表示已放弃NGAD项目的主承包商竞标，NGAD项目有人驾驶部分的竞争者仅剩波音和洛克希德·马丁两家公司。
2024年7月，美国空军部部长弗兰克·肯德尔宣布，空军正在“暂停”NGAD计划的有人驾驶部分，但“仍将研制第六代载人飞机”。同年9月4日，美国空军副参谋长詹姆斯·斯李菲上将再次重申了这一决定。美国《防务新闻》周刊报道表示，美国空军暂停NGAD项目是因预算过高，其成本约为F-35的三倍。
2025年3月21日，美國總統特朗普宣布波音中标NGAD項目，并将新戰機命名为F-47戰鬥機，其表示F-47測試版戰機已試飛近5年，將成為與無人機一同作戰的第六代戰機。美国空军参谋长戴维·W·阿尔文将军表示，预计F-47将在2029年初特朗普任期结束前完成EMD工程原型机的开发，并进行首次飞行。
2025年4月1日，美國海軍在官方帳號上宣佈，諾斯羅普·格魯曼公司在下一代艦載戰鬥機F/A-XX項目的競標中勝出，諾·格公司的產品將被命名為F-45「雄貓II」，以紀念美國海軍曾裝備過的 F-14「雄貓」( Tomcat ) 重型艦載戰鬥機。據悉，美國海軍將和諾·格公司簽訂一份價值200億美元的合約，推動F-45進入工程研發製造階段。

### 俄羅斯
2013年8月26日，俄羅斯透露將研發第六代戰機，新戰機極有可能是無人機，但第五代戰機的計劃將繼續進行完成。
2014年，俄罗斯前景研究基金会总经理安德烈格里戈利耶夫宣布，俄罗斯的科学专家们已经开始着力研发如何利用复合型材料来制造第六代战斗机，对比五代机，六代機将擁有更高的航行能力、更快的巡航速度和更强的隐形能力。
俄羅斯米格航空器集團的PAK DP是一款正在研發中的第六代攔截機，若被俄罗斯空军採用，預計將在2025年完成，2027年服役。

### 法國、德國及西班牙
2016年，空中巴士提出第六代戰機研發計劃：“未來空戰系統”（FCAS），期望新一代戰機(NGF)在2030-40年間取代德國及西班牙的龍捲風戰機，取雙座設計，後座機員可指揮控制無人機群。
2017年7月，法德兩國簽署協議合作發展第六代戰機。
2018年，計劃決定由法國的達梭公司主導，目標改為同時取颱風及陣風戰機， 並由雙垂直尾翼改為無尾翼設計。
2018年12月，西班牙宣布將參加此項計劃。

### 英國、意大利及日本
貝宜系統暴風雨的策略概念發展始於2015年。
2018年8月16日，貝宜系統暴風雨計劃在範堡羅航展上推出。義大利於2019年9月10日宣布加入暴風雨團隊。
2020年10月，三菱重工被選為日本航空自衛隊第六代戰鬥機計劃的首席開發商，推出了三菱F-X計劃。
2022年12月9日，英國、意大利和日本宣布將開發全球作戰空中計劃第六代戰鬥機項目，合併之前的貝宜系統暴風雨和三菱F-X項目。
2023年12月14日，日本、英国与意大利三国防长，齐聚东京并签署“全球空战计划”协定。
该项目将于2025年开始正式开发阶段，计划于2027年试飞验证机，预计于2035 年开始量产投入使用。

## 第六代戰鬥機計劃
| 開發國家/地区        | 型號                        | 开发公司                   | 現狀   | 圖片 | 来源        |
| -------------------- | --------------------------- | -------------------------- | ------ | ---- | ----------- |
| 中华人民共和国       | “成飞六代机”                | 成都飞机工业集团           | 已試飛 |      | [ 3 ]       |
| 中华人民共和国       | “沈飞六代机”                | 沈阳飞机工业集团           | 已試飛 |      | [ 20 ]      |
| 美国                 | F-47戰鬥機                  | 波音                       | 研發中 |      | [ 7 ] [ 8 ] |
| 美国                 | F/A-XX戰鬥機                | 諾斯洛普·格魯曼            | 研發中 |      |             |
| 俄羅斯               | PAK DP（米格-41）           | 俄罗斯米格航空器集团       | 研發中 |      |             |
| 法國 · 德国 · 西班牙 | 未來空戰系統 （新一代战机） | 達梭航太 空中巴士          | 研發中 |      |             |
| 英国 · 義大利 · 日本 | 全球作戰空中計劃            | 貝宜系統 李奧納多 三菱重工 | 研發中 |      |             |